# Edwardsiana plurispinosa
Edwardsiana plurispinosa är en insektsart som först beskrevs av W. Wagner 1935.  Edwardsiana plurispinosa ingår i släktet Edwardsiana, och familjen dvärgstritar. Enligt den finländska rödlistan är arten nära hotad i Finland. Arten är reproducerande i Sverige. Artens livsmiljö är lundskogar.